# 中井正則
中井 正則（なかい まさのり、12月1日 - ）は、日本の男性声優。

## 人物
東京都出身。趣味はプロレス観戦、ゲーム、テニス。
以前は81プロデュースに所属していた。

## 出演

### モーションコミック
- 勝利の女神だって野球したい!（主審）
- 食キング（ナレーター）
- テンプリズム（家臣）

### 吹き替え
- きかんしゃトーマス トーマスのはじめて物語（貨車）

### その他
- ユーキャンビジネススキル講座 教材